# Дончево
Дончево е село в Североизточна България. То се намира в община Добричка, област Добрич.

## География
Село Дончево се намира на 7 км на юг от град Добрич, на жп линията Варна – Повеляново – Кардам. Има над 400 къщи и е разположено от двете страни на жп линията. Структурата на улиците е перпендикулярна. На север, юг и на няколко ниви на запад около селото се намират гори. Обработваемата земя на селото е 27000 декара, а горите около 8000 декара. На югозапад от селото протича Суха река като преди село Одринци образува язовир „Ведрина“ с площ 3000 декара. Суха река има два ръкава, единият води от църквата „Света Марина“, разположена между селата Крумово и Ботево, Варненско, а другият води началото си от село Ботево (Голямо), Варненско. Двата ръкава се събират в една река на изток от жп гара Ново Ботево. В горите край Дончево е разположен най-големия промишлен птицекомбинат в България. Същият е започнат да се строи през 1965 г., като той има няколко дяла – в горите на север от Дончево, наричани Донената гора и Долната гора, като първата гора носи името на баба Дона, живяла край гората, чийто двама синове живеят в Дончево. Между двете гори имаше път, разположен в изкоренена гора, бивш римски път, край който растеше синята или черна трънка, дребен плод, който се бере през есента. В гората някога имаше поляни, в северозападната ѝ чест имаше акациева гора, в която се беряха пресни печурки, растяха много диви круши, пролетни и есенни. В хралупи на дървета живееха пъстри кълвачи, в гората имаше лисичи дупкки. В частта на Донената гора години наред личаха изкопани окопи на съветски танкове, били тук през септември 1944 г. Гората около гробището е с име Тачовата гора, на името на живеещия край гората дядо Тачи. В горите гнездеха свраки, черни гарги, орли и пойни птици.

## История
В землището на селото по посока югозапад, в местността Зимницата, намираща се преди Калъча, до около 10 век е имало селище, чиито остатъци са били в изкоренената през 1963 г. гора. Остатъци от постройки има още в гората над изворите Св. Илия и Св. Георги. От селището са били изкарани хромели, лемеш на плуг, стрели и така нареченото „Златно чукче“, метално и служещо за ювелирство. „Златното чукче“, лемежа и други се намират в музея на град Добрич, където са били предадени от дончевеца Алекси Петров (Лекото) и са описани в книгата „Антични селища в Толбухински окръг“, автор Любка Бобчева.
Селото е построено през 1928 – 32 г. от румънските власти с цел колонизация на Южна Добруджа, като първоначално построените къщи са били 100. Румънската държава, построила тези къщи безвъзмездно на преселените от Македония арумъни (куцовласи). Пазят се спомени в околните села, че същите били свирепи и зли, въоръжени от румънската власт. На стоте къщи в Дончево, построени от румънската власт българите от околните села били задължени да работят безплатно (ангария). В римския път около Долната гора се пазеше кръст на убит българин от село Богдан, който имал дързостта да си събере сухи дърва за дома и за това бил убит от румънския горски. В центъра на селото има голяма църква, която се казва „Свети Георги“. Над вратата на църквата има мраморна плоча, на румънски език, в която се посочва кога е строена. Български свещеник в църквата идва да служи през 1941 г.

## Население
Преброяване на населението през 2011 г.
Численост и дял на етническите групи според преброяването на населението през 2011 г.:
|                     | Численост | Дял (в %) |
| Общо                | 911       | 100,00    |
| Българи             | 797       | 87,48     |
| Турци               | 20        | 2,19      |
| Цигани              | 74        | 8,12      |
| Други               | 0         | 0,00      |
| Не се самоопределят | 0         | 0,00      |
| Неотговорили        | 15        | 1,64      |

## Културни и природни забележителности
- Паметник на Димитър Дончев.
- Гора до селото с голяма популация на кокичета.[3]

## Спорт
Местният отбор се нарича „Устрем“ и играе в Североизточна Трета лига към БФС. Отборът има и юношески състав.